# Proszynskia
Proszynskia Kanesharatnam & Benjamin, 2019 è un genere di ragni appartenente alla famiglia Salticidae.

## Distribuzione
Le 2 specie sono state reperite in India e Sri Lanka.

## Tassonomia
Per la descrizione delle caratteristiche di questo genere sono stati esaminati gli esemplari tipo di Viciria diatreta (Simon, 1902).
Non sono stati esaminati esemplari di questo genere dal 2019.
Attualmente, a febbraio 2022, si compone di 2 specie:
- Proszynskia anusuae (Tikader & Biswas, 1981) — India
- Proszynskia diatreta (Simon, 1902)[2] — India, Sri Lanka